# James Lovelock
James Ephraim Lovelock (Letchworth, 26 luglio 1919 – Abbotsbury, 26 luglio 2022) è stato un chimico britannico.
Scienziato indipendente e scrittore, fino alla morte ha vissuto in Cornovaglia, nel sud-ovest dell'Inghilterra. È particolarmente noto per aver formulato l'ipotesi Gaia, che descrive il pianeta Terra, con tutte le sue funzioni, come un unico superorganismo.

## Biografia
Lovelock nasce a Letchworth Garden City. Studia chimica all'Università di Manchester prima di trovare impiego come ricercatore presso l'istituto per la ricerca medica con sede a Londra.
Si sposa nel 1942. Nel 1948 riceve un Ph.D in medicina alla Scuola di Igiene e Medicina Tropicale di Londra. In seguito negli Stati Uniti conduce numerose ricerche presso l'università di Yale, il Collegio di Medicina dell'università di Baylor e infine ad Harvard.  

## Carriera professionale
Lovelock, inventore in continua attività, ha ideato nel 1957 un importante apparecchio di analisi chimica, il rivelatore a cattura di elettroni, utilizzato in gascromatografia, e numerosi metodi scientifici, alcuni dei quali adottati dalla NASA nei suoi programmi di esplorazione planetaria.
Proprio durante la sua attività per la NASA Lovelock ha sviluppato la sua ipotesi di Gaia. 
All'inizio del 1961, Lovelock fu ingaggiato dalla NASA per sviluppare gli strumenti per l'analisi delle atmosfere extraterrestri e della superficie dei pianeti. Il programma Viking che visitò Marte alla fine degli anni settanta fu in larga parte ispirato dall'ipotesi che Marte potesse ospitare delle forme di vita, infatti numerosi sensori e gli esperimenti condotti furono rivolti a cercare conferme sulla presenza di una vita extraterrestre.
Durante l'attività preliminare al programma Lovelock si interessò alla composizione dell'atmosfera marziana, concludendo che molte forme di vita su Marte avrebbero dovuto farne uso e di conseguenza alterarne la composizione. In realtà l'atmosfera di Marte è stabile, prossima all'equilibrio chimico, con pochissimo ossigeno, metano o idrogeno e una sovrabbondanza di anidride carbonica. Per Lovelock l'impressionante diversità tra l'atmosfera marziana e quella terrestre, una miscela gassosa chimicamente molto dinamica, appariva come una chiara indicazione dell'assenza di vita su quel pianeta. Ciononostante, quando le sonde Viking furono infine inviate su Marte, la loro missione era ancora prevalentemente rivolta alla ricerca di vita sul pianeta. Fino ad ora non è stata trovata alcuna prova dell'esistenza presente o passata di qualsiasi forma di vita marziana.
Tra i meriti di Lovelock vi è anche quello di aver messo a punto un metodo ancora utilizzato per lo studio dell'attività dei clorofluorocarburi (CFC) nel provocare il cosiddetto buco dell'ozono.
Lovelock era presidente della Marine Biological Association. 

## Sul riscaldamento globale
Lovelock era preoccupato del riscaldamento climatico causato dall'effetto serra. Nel 2004 ha creato scalpore nei media, quando rompendo con molti colleghi ambientalisti affermò che “ora solo l'energia nucleare può fermare il riscaldamento globale”. Nella sua visione, l'energia nucleare è l'unica alternativa realistica ai combustibili fossili che ha la capacità di soddisfare i bisogni di energia dell'umanità e nel contempo di ridurre le emissioni di gas serra. 
È stato un membro pubblico dell'Associazione ambientalisti per il nucleare.

## La teoria del "superorganismo", precedenti e controversie
Lovelock riteneva che il pianeta terra fosse un unico organismo vivente e che il genere umano fosse un suo parassita, in realtà teorie simili (almeno per quanto concerne la credenza che il mondo sia una sorta di animale) erano già state formulate secoli addietro. Si può ricordare il caso dell'erudito Ubaldo Baldini il quale riteneva che la Terra fosse un unico organismo vivente e per questo venne deriso da Monaldo Leopardi, padre del poeta Giacomo. Nel suo libro Pensieri del Tempo (1836), Monaldo scrisse: «[se] il mondo fosse veramente un grande animale, ne andrebbe in rovina tutto il sistema della concatenazione degli esseri, poiché dalla pulce si arriva gradualmente sino all'elefante e ancora sino alla balena, ma dalla bestia balena alla bestia mondo ci resta un bel salto e la zoologia non ci ha mostrato ancora un essere di mezzo, il quale serva di anello per congiungere i piccoli animali della terra con l'animalone universalissimo di tutta la terra. [...] Per mettersi a confutare di proposito l'idea dell'animalità del mondo bisognerebbe avere perduto il cervello e si richiederebbe di farlo perdere ancora ai leggitori, conducendoli a mano a mano per tutti gli assurdi, per tutte le stravaganze e per tutte le buffonate che discenderebbero necessariamente dall'ipotesi che il mondo sia un animale ragionevole, oppure una bestia. Eppure, questa idea si accoglie sul serio da certe menti favoleggiatrici caldissime del progresso, dei lumi e della rigeneratrice filosofia».

## Opere
- Gaia. A New Look at Life on Earth, Oxford University Press, 1979, ISBN 0-19-286218-9.
- Omaggio a Gaia. La vita di uno scienziato indipendente, Bollati Boringhieri, Torino, 1980, ISBN 9788833914350.
- Gaia. Nuove Idee sull'Ecologia, Bollati Boringhieri, Torino, 1981, ISBN 9788833901619.
- Le Nuove Età di Gaia, Bollati Boringhieri, Torino, 1991, ISBN 9788833905853.
- Gaia. Manuale di Medicina Planetaria, Zanichelli, Milano, 1992, ISBN 9788808112989.
- La rivolta di Gaia, Rizzoli, Milano, 2006, ISBN 9788817013147.
- Progettare l'Energia, scritto con Umberto Veronesi e con Carlo Rubbia, Sperling & Kupfer, Milano, 2008, ISBN 9788820045852.
- Novacene. L'età dell'iperintelligenza, Bollati Boringhieri, Torino, ISBN 9788833933566.

## Riconoscimenti
- Nel 1974 fu nominato membro della Royal Society.
- Nel 1990 fu premiato dalla Reale Accademia Olandese delle Arti e delle Scienze.
- Nel 1997 ha ricevuto il Premio Blue Planet.[4]
- Nel 2006 gli fu assegnata la Medaglia Wollaston.
- Gli è stato dedicato un asteroide, 51663 Lovelock[5].